# Ojo de Agua, Santa Cruz Nundaco
Ojo de Agua är en ort i Mexiko.   Den ligger i kommunen Santa Cruz Nundaco och delstaten Oaxaca, i den sydöstra delen av landet, 300 km sydost om huvudstaden Mexico City. Ojo de Agua ligger 2 753 meter över havet och antalet invånare är 670.
Terrängen runt Ojo de Agua är lite bergig. Runt Ojo de Agua är det ganska tätbefolkat, med 54 invånare per kvadratkilometer. Närmaste större samhälle är Heroica Ciudad de Tlaxiaco, 15,2 km norr om Ojo de Agua. I omgivningarna runt Ojo de Agua växer huvudsakligen savannskog.